# Saint-Remy-en-Bouzemont-Saint-Genest-et-Isson
Pour les articles homonymes, voir Saint-Remy.
Saint-Remy-en-Bouzemont-Saint-Genest-et-Isson est une commune française, située dans le département de la Marne en région Grand Est. Ses habitants sont appelés les Bouzemontois.

## Géographie
La commune se compose des trois hameaux dont elle reprend les noms. Elle est située légèrement au sud de la vallée de la Marne, à l'ouest du lac du Der-Chantecoq et 14 km au sud-est du chef-lieu d'arrondissement Vitry-le-François.
La commune est traversée par l'Isson, petit affluent de rive gauche de la Marne. Elle s'allonge du nord au sud dans un bocage aux sols humides, parsemé de nombreux étangs. La forêt occupe 733 ha, principalement dans le Bois des Usages.
| Arzillières-Neuville |                                               | Moncetz-l'Abbaye |
| Gigny-Bussy          | Saint-Remy-en-Bouzemont-Saint-Genest-et-Isson | Arrigny          |
| Drosnay              |                                               | Outines          |

### Hydrographie
La commune est dans la région hydrographique « la Seine de sa source au confluent de l'Oise (exclu) » au sein du bassin Seine-Normandie. Elle est drainée par le ruisseau de l'Étang Derzine, l'Isson, le Fossé des Ajots, la noue Notre-Dame, le bras 01 du Château de la Motte, le canal 01 des Hautes Véneries, le cours d'eau 01 de l'Étang de Corrée, le cours d'eau 01 de l'Étang des Huttes, le cours d'eau 01 des Bouzemonts, le Fossé 01 de la Formerie, le Fossé 01 de l'Étang de Norrois, le Fossé 01 de l'Étang des Chansons, le Fossé 01 du Bois des Usages, le Fossé 01 du Pré Humbert, le Fossé Bordé et divers bras du Fossé des Rouliers,.
Le ruisseau de l'Étang Derzine, d'une longueur de 11 km, prend sa source dans la commune de Margerie-Hancourt et se jette  dans l'Isson sur la commune, après avoir traversé quatre communes. 
L'Isson, d'une longueur de 20 km, prend sa source dans la commune de Drosnay et se jette  dans la Marne à Frignicourt, après avoir traversé sept communes. 

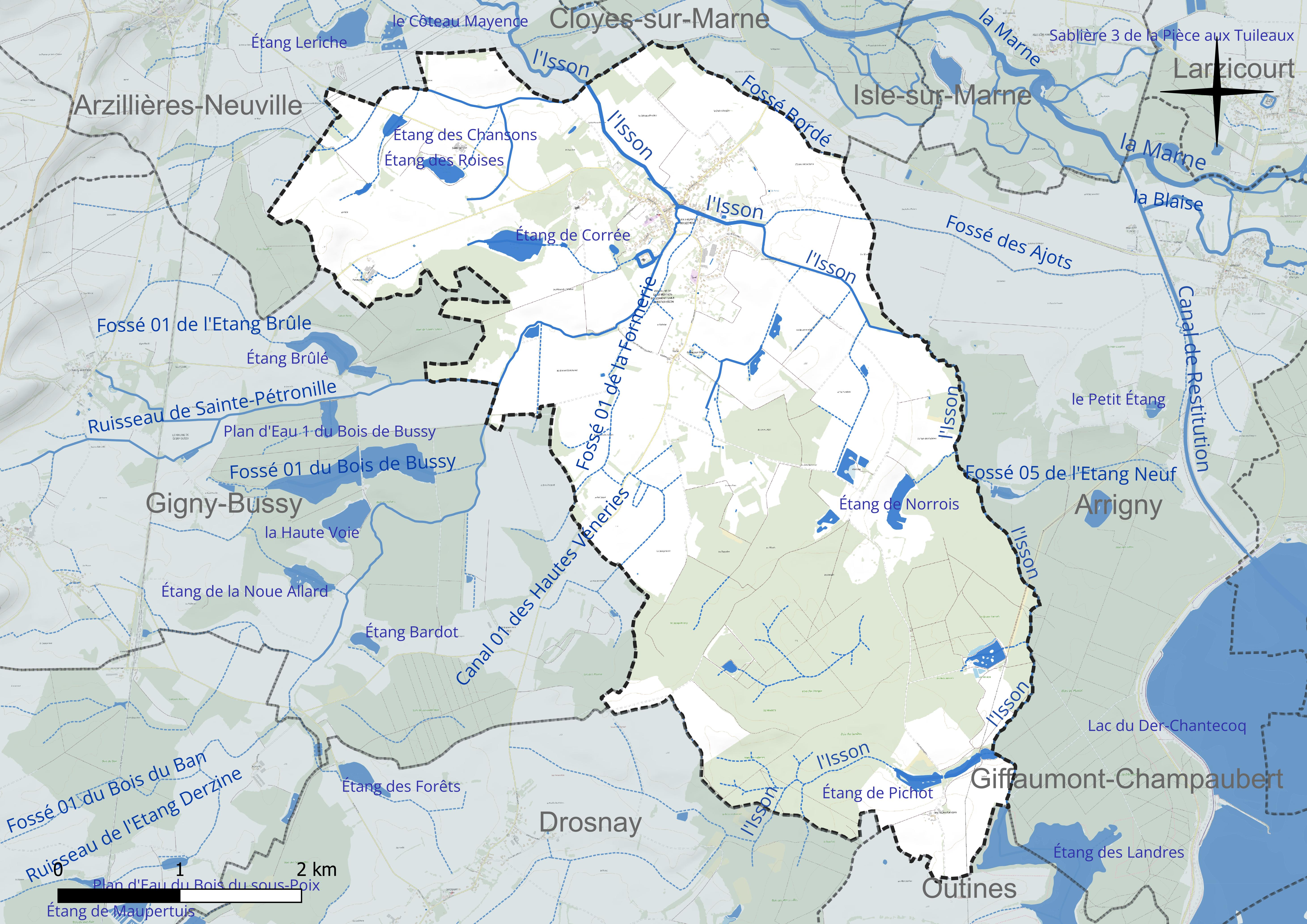
Réseau hydrographique de Saint-Remy-en-Bouzemont-Saint-Genest-et-Isson.

Cinq plans d'eau complètent le réseau hydrographique : l'étang de Corrée (7,8 ha), l'étang de Norrois (4,8 ha), l'étang de Pichot (3,4 ha), l'étang des Chansons (1,9 ha) et l'étang des Roises (4,1 ha),.

### Climat
Pour des articles plus généraux, voir Climat du Grand Est et Climat de la Marne.
En 2010, le climat de la commune est de type climat océanique dégradé des plaines du Centre et du Nord, selon une étude du Centre national de la recherche scientifique s'appuyant sur une série de données couvrant la période 1971-2000. En 2020, Météo-France publie une typologie des climats de la France métropolitaine dans laquelle la commune est exposée à un climat océanique altéré et est dans une zone de transition entre les régions climatiques « Nord-est du bassin Parisien » et « Lorraine, plateau de Langres, Morvan ». 
Pour la période 1971-2000, la température annuelle moyenne est de 10,6 °C, avec une amplitude thermique annuelle de 15,7 °C. Le cumul annuel moyen de précipitations est de 798 mm, avec 11,6 jours de précipitations en janvier et 8,7 jours en juillet. Pour la période 1991-2020, la température moyenne annuelle observée sur la station météorologique de Météo-France la plus proche, « Frignicourt », sur la commune de Frignicourt à 9 km à vol d'oiseau, est de 11,5 °C et le cumul annuel moyen de précipitations est de 694,6 mm. 
La température maximale relevée sur cette station est de 41,7 °C, atteinte le 25 juillet 2019 ; la température minimale est de −22 °C, atteinte le 9 janvier 1985,,. 
Les paramètres climatiques de la commune ont été estimés pour le milieu du siècle (2041-2070) selon différents scénarios d'émission de gaz à effet de serre à partir des nouvelles projections climatiques de référence DRIAS-2020. Ils sont consultables sur un site dédié publié par Météo-France en novembre 2022.

## Urbanisme

### Typologie
Au 1er janvier 2024, Saint-Remy-en-Bouzemont-Saint-Genest-et-Isson est catégorisée commune rurale à habitat dispersé, selon la nouvelle grille communale de densité à sept niveaux définie par l'Insee en 2022.
Elle est située hors unité urbaine. Par ailleurs la commune fait partie de l'aire d'attraction de Vitry-le-François, dont elle est une commune de la couronne,. Cette aire, qui regroupe 73 communes, est catégorisée dans les aires de moins de 50 000 habitants,.

### Occupation des sols
L'occupation des sols de la commune, telle qu'elle ressort de la base de données européenne d’occupation biophysique des sols Corine Land Cover (CLC), est marquée par l'importance des territoires agricoles (63,5 % en 2018), une proportion sensiblement équivalente à celle de 1990 (64,2 %). La répartition détaillée en 2018 est la suivante : forêts (34,1 %), terres arables (33,9 %), prairies (22,3 %), zones agricoles hétérogènes (7,3 %), zones urbanisées (2,2 %), milieux à végétation arbustive et/ou herbacée (0,2 %). L'évolution de l’occupation des sols de la commune et de ses infrastructures peut être observée sur les différentes représentations cartographiques du territoire : la carte de Cassini (XVIIIe siècle), la carte d'état-major (1820-1866) et les cartes ou photos aériennes de l'IGN pour la période actuelle (1950 à aujourd'hui).

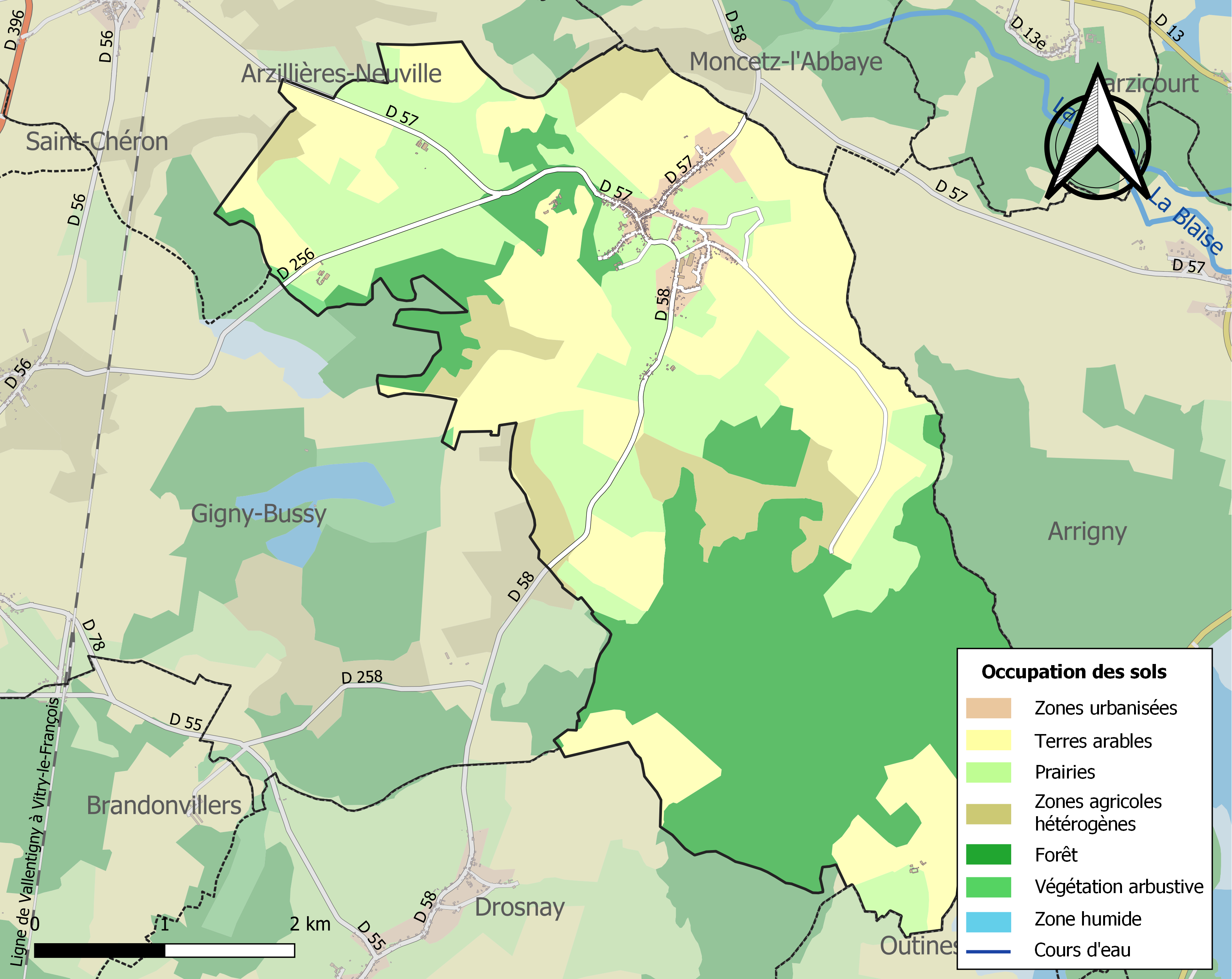
Carte des infrastructures et de l'occupation des sols de la commune en 2018 (CLC).

## Toponymie
Il s'agit du toponyme de commune de France ayant le plus grand nombre de caractères, 45 lettres et signes (dont 38 lettres,, comme Saint-Germain-de-Tallevende-la-Lande-Vaumont et Beaujeu-Saint-Vallier-Pierrejux-et-Quitteur). Cette particularité entraîne des difficultés administratives.
Saint-Remy-en-Bouzemont est attesté sous les formes Sanctus Remigius (1135) ; Saint-Remi (vers 1222) ; Villa de Bosemont, domus de Sancto Remigio (vers 1252) ; Sanctus Remigius de Bousemont (1275) ; Sanctus Remigius in Bozemonte (1405) ; Sanctus Remigius in Bouzemont (1464) ; Saint-Remy-en-Bozimont (1467) ; Sainct-Remy-en-Bosemont (vers 1500) ; Saint-Remey (1508) ; Saint-Remi-en-Bousemont (1556) ; La Fraternité (1793) ; Bouzemont (1794).

Saint-Remy est un hagiotoponyme qui fait référence à Remi de Reims.
Saint-Genest est attesté sous les formes Sanctus Genesius (vers 1252) ; Saint-Genis (1380) ; Sanctus Genestus (1405) ; Saint-Geinis (1456) ; Sainct-Geny (commencement du XVIIe siècle) ; Saint-Genès (1763) ; Blaiseval (1794) ; Saint-Genest-la-Folie (1860).

Saint-Genest est un hagiotoponyme qui fait référence à Genès de Rome.
Isson, ancien village de la commune de Saint-Genest, est attesté sous les formes Essum (1167) ; Ysson (1187) ; Heysson (1464).

## Histoire

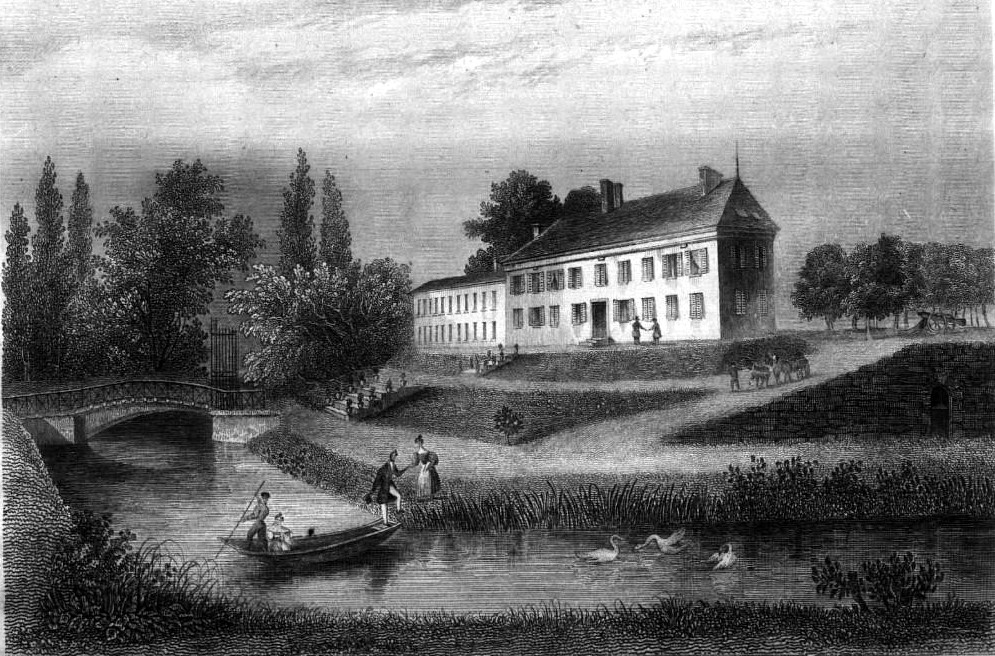
Gravure de Saint-Remy-en-Bouzemont en 1838.

Pendant la Révolution française, la commune de Saint-Remy-en-Bouzemont s'est appelée Bouzemont et La Fraternité et celle de Saint-Genest Blaiseval.

Saint-Remy-en-Bouzemont-Saint-Genest-et-Isson est née en 1836 de la fusion de trois communes :
- Saint-Remy-en-Bouzemont ;
- Saint-Genest ;
- Isson.

La commune ainsi créée portait alors le nom de « Saint-Remy-en-Bouzemont, Saint-Genest et  Isson ».
Le toponyme issu de cette fusion est le plus long nom de commune de France.

## Politique et administration
La commune a été le chef-lieu du canton de Saint-Remy-en-Bouzemont-Saint-Genest-et-Isson et est depuis le redécoupage cantonal de 2014 l'une des 75 communes du canton de Sermaize-les-Bains.

### Intercommunalité
La commune, antérieurement membre de la communauté de communes du Bocage champenois, est membre, depuis le 1er janvier 2014, de la communauté de communes Perthois-Bocage et Der.
En effet, conformément aux prévisions du schéma départemental de coopération intercommunale (SDCI) de la Marne du 15 décembre 2011, trois petites communautés de communes préexistantes :
- la  communauté de communes du Bocage champenois ;
- la communauté de communes Marne et Orconte ;
- la communauté de communes du Perthois ;

ont fusionné pour créer la nouvelle communauté de communes Perthois-Bocage et Der, à laquelle se sont également jointes une commune détachée de la  communauté de communes de Val de Bruxenelle (Favresse) et la commune isolée de Gigny-Bussy.

### Liste des maires
| Période                                  | Période    | Identité | Étiquette | Qualité |
| ---------------------------------------- | ---------- | -------- | --------- | ------- |
| Les données manquantes sont à compléter. |            |          |           |         |
| avant 1877                               | après 1879 | Bonnard  |           |         |

| Période                                  | Période      | Identité              | Étiquette | Qualité |
| ---------------------------------------- | ------------ | --------------------- | --------- | ------- |
| Les données manquantes sont à compléter. |              |                       |           |         |
| 1995                                     | 2008         | Gérard Girardin       | UMP       |         |
| mars 2008                                | 2014         | Jacques Leblanc       | DVC/DVD   |         |
| 2014                                     | juillet 2020 | François Gringuillard | MoDem     |         |
| juillet 2020                             | En cours     | Sylvian Valota        |           |         |

## Démographie
Les habitants de la commune sont les Bouzemontois et Bouzemontoises.
L'évolution du nombre d'habitants est connue à travers les recensements de la population effectués dans la commune depuis 1793. Pour les communes de moins de 10 000 habitants, une enquête de recensement portant sur toute la population est réalisée tous les cinq ans, les populations de référence des années intermédiaires étant quant à elles estimées par interpolation ou extrapolation. Pour la commune, le premier recensement exhaustif entrant dans le cadre du nouveau dispositif a été réalisé en 2006.

En 2022, la commune comptait 474 habitants, en évolution de −8,67 % par rapport à 2016 (Marne : −1,19 %, France hors Mayotte : +2,11 %).
| 1793 | 1800 | 1806 | 1821 | 1831 | 1836 | 1841 | 1846 | 1851 |
| ---- | ---- | ---- | ---- | ---- | ---- | ---- | ---- | ---- |
| 540  | 533  | 568  | 568  | 578  | 347  | 764  | 819  | 883  |

| 1856 | 1861 | 1866 | 1872 | 1876 | 1881 | 1886 | 1891 | 1896 |
| ---- | ---- | ---- | ---- | ---- | ---- | ---- | ---- | ---- |
| 791  | 767  | 804  | 808  | 792  | 794  | 800  | 772  | 727  |

| 1901 | 1906 | 1911 | 1921 | 1926 | 1931 | 1936 | 1946 | 1954 |
| ---- | ---- | ---- | ---- | ---- | ---- | ---- | ---- | ---- |
| 684  | 670  | 617  | 574  | 539  | 515  | 499  | 540  | 565  |

| 1962 | 1968 | 1975 | 1982 | 1990 | 1999 | 2006 | 2011 | 2016 |
| ---- | ---- | ---- | ---- | ---- | ---- | ---- | ---- | ---- |
| 549  | 540  | 609  | 670  | 665  | 592  | 601  | 554  | 519  |

| 2021 | 2022 | - | - | - | - | - | - | - |
| ---- | ---- | - | - | - | - | - | - | - |
| 491  | 474  | - | - | - | - | - | - | - |

## Équipements et services publics

### Eau et déchets
Le service public des déchets est assuré par le Syndicat mixte du Sud-Est Marnais (SYMSEM), qui a mis en place une redevance incitative. La collecte des ordures ménagères résiduelles (en bacs noirs pucés ou en sacs rouges prépayés) et des emballages ménagers recyclables (en sacs jaunes) est réalisée en porte à porte. Le SYMSEM adhérant au syndicat de valorisation des ordures ménagères de la Marne (SYVALOM), ces déchets sont amenés en centre de transfert à Sainte-Menehould ou Vitry-en-Perthois, puis valorisés sur le site de La Veuve. La collecte du verre se fait en apport volontaire, avant transformation dans une usine de Reims. Pour les déchets volumineux ou dangereux, le SYMSEM met à disposition de ses habitants une plateforme de déchets verts et gravats, à Saint-Amand-sur-Fion, ainsi que 12 déchèteries, à Arrigny, Courtisols, Givry-en-Argonne, Mairy-sur-Marne, Pargny-sur-Saulx, Pogny, Sainte-Menehould, Thiéblemont-Farémont, Valmy, Vanault-les-Dames, Villers-en-Argonne et Ville-sur-Tourbe.

### Postes et télécommunications
Saint-Remy-en-Bouzemont dispose d'un bureau de poste.

### Justice, sécurité et secours
Du point de vue judiciaire, Saint-Remy-en-Bouzemont-Saint-Genest-et-Isson relève du conseil de prud'hommes, du tribunal de commerce, du tribunal judiciaire, du tribunal paritaire des baux ruraux et du tribunal pour enfants de Châlons-en-Champagne, dans le ressort de la cour d'appel de Reims. Pour le contentieux administratif, la commune dépend du tribunal administratif de Châlons-en-Champagne et de la cour administrative d'appel de Nancy.
Saint-Remy-en-Bouzemont-Saint-Genest-et-Isson est située en secteur Gendarmerie nationale et compte une brigade installée sur son territoire.
En matière d'incendie et de secours, la commune accueille le centre d'incendie et de secours de Saint-Remy-en-Bouzemont, situé rue du Pont, qui dépend du Service départemental d'incendie et de secours (SDIS) de la Marne.

## Culture locale et patrimoine

### Lieux et monuments
- L'église Saint Rémy de Saint-Rémy-en-Bouzemont. Le chœur et le transept datent du XVIe siècle, la nef du XVIIIe siècle).
- Le  monument aux morts.
- Le château de la Motte et le Musée champenois.
- Les maisons traditionnelles à pans de bois.
- Le calvaire d'Isson, du XVIe siècle.
- À Isson, la Ferme aux grues et son observatoire aviaire.
- Le Lion d'Or, plus ancien café du département de la Marne, existant en 1740 et fermé en 2014[43].

### Héraldique
| Armes de Saint-Remy-en-Bouzemont-Saint-Genest-et-Isson | Les armes de la commune se blasonnent ainsi : D'azur à la bande d'argent chargée d'une bande de sable surchargée de trois flanchis d'or, accompagnée en chef d'une colombe du Saint-Esprit aussi d'argent fondant et tenant en son bec la Sainte Ampoule aussi d'or. |

### Personnalité liée à la commune
- Benoît Pierre Charles de Musino du Hamel (1748-1811), général d'artillerie des armées de la République, né et décédé dans la commune de Saint-Remy-en-Bouzemont-Saint-Genest-et-Isson.